# دومينيكو أنجيلو
دومينيكو انجيلو (بالإنجليزية: Domenico Angelo)‏ (1717م ليورن، إيطاليا 1802م)، كان سيّافاً إيطالياً ومبارزاً محترفاً، يُعرف أيضاً باسم أنجيلو دومينيكو ماليفولتي تريماموندو.
ووفقا لموسوعة بريتانيكا، «كان أنجيلو أول من أكد على المبارزة كوسيلة لتطوير الصحة واتزان ونعمة، ونتيجة على البصيرة والنفوذ، تغيرت المبارزة من فن الحرب إلى الرياضة.» ويدعوا أيضا أطروحته، L'École ديس أرمس (1763؛ مدرسة المبارزة) «الكلاسيكية»

## مدرسة المارزة
بعد وصوله إلى إنجلترا مباشرة أسس مدرسة أنجيلو للأسلحة في كارلايل هاوس، سوهو، لندن. هناك كان يدرس الأرستقراطية الفن المألوف من سوردسمانشيب الذي كان لديهم سابقا للذهاب إلى القارة للتعل
م، وأيضا إنشاء مدرسة ركوب في الحديقة الخلفية السابقة من المنزل. كان مدرب المبارزة إلى العائلة المالكة. وكان أحد المستأجرين في ساحة سوهو الملحن يوهان كريستيان باخ (الابن الأصغر ل J.S. باخ)، مدرب هاربسيكورد للملكة.
بمساعدة الفنان غوين ديلين، كان لديه كتاب تعليمي نشر في إنجلترا في 1763م الذي كان 25 لوحات محفورة مما يدل على المواقف الكلاسيكية من المدارس القديمة من المبارزة.
ثم سلم هذه المدرسة إلى ابنه، وأنشأ نفسه في إيتون، حيث واصلت عائلته تعليم المبارزة لمدة ثلاثة أجيال أخرى.

## عائلته
من قبل زوجته اليزابيث جونسون، كان أنجيلو لديه ستة أطفال على الأقل:
1. هنري تشارلز ويليام، ولد في 5 أبريل 1756م. وهو أيضاً محترف في المبارزة.
2. فلوريلا صوفيا، ولدت 1759م، في إتون.
3. آن كارولين إيليزا، من مواليد 1763م.
4. كاثرين إليزابيث، من مواليد 1766م، متزوجة من مارك دروري، الماجستير الثاني في مدرسة هارو، وشقيق جوزيف دروري، مدير مدرسة هارو.
5. إليزابيث تريماموندو، من مواليد 1768.
6. جورج كزافييه تريماموندو، من مواليد 1773. وربما كان هناك أيضا ابن مايكل أنجيلو. من هناك هناك 15 أجيالا جديدة من البنات والأبناء

## موته
توفي في منزل ابنته فلوريلا في إيتون.

## الأرث
مسرحية «تريماموندو - ملاك المبارزة»، كتبها ألبرتو بونا وإخراج جيامباولو زينارو، نظمت في مسرح كارلو غولدوني، في بلدة ليغورن الأصلية دومينيكو أنجيلو

## روابط خارجية
- دومينيكو أنجيلو على موقع الموسوعة البريطانية (الإنجليزية)